# Father and Son Lake
Der Father and Son Lake (engl. für „Vater und Sohn“-See) ist ein See auf Vancouver Island in der kanadischen Provinz British Columbia.

## Lage
Der Father and Son Lake befindet sich im Quellbereich des Franklin Rivers südzentral auf Vancouver Island.

## Geschichte
Am 2. November 1950 wurde der See unter der Bezeichnung Father and Son Lake in das Verzeichnis des British Columbia Geographical Names Information Service aufgenommen. Der Name ist aber schon seit längerem existent und hat sich im Sprachgebrauch etabliert. Die Bezeichnung war auf einer Karte des Lands and Works Departement, China Creek Mining Camp verzeichnet, und wurde von E.B. MacKay im Jahr 1895 erstellt.